# アザワク
アザワク（英：Azawakh）とは、マリ共和国原産のサイトハウンド犬種である。もともとはマリ共和国に住んでいるトゥアレグ族のみが飼育していた特別な犬種である。別名はトゥアレグ･スルーギ（英:Tuareg Sloughi）など。

## 歴史
何千年も前にトゥアレグ族が生み出した犬種で、作出にどの犬種が使われたかはよく分かっていない。トゥアレグ族はアザワクを家族の一員として大切に扱い、食事を共にしたり寝床を共有していて、現在も人間と同じ待遇をうけて生活している。
主にパックで獲物を狩るのに使われている。狩りの際アザワクは人と一緒にラクダに乗って移動し、体力を温存して狩りに臨む。狩猟方法はまずサイトハウンド種特有の優れた視覚で獲物を探し、発見したらパックでひたすら獲物を追い回して体力を消耗させて弱ったところを仕留めるという非常に体力が必要な方法で行われる。そのため徹底した犬質管理が行われていて、仔犬が生まれると選別が行われ、一定の毛色・容姿・能力を持たない雄犬は成犬になると去勢される候補に挙がる。そして成犬になると去勢を行うか否かのテストが行われ、これに合格できなかった犬は去勢されることになっている。これによってスタミナと容姿を崩すことなく何千年もの間犬質を保ってきた。なお、雌犬は全て繁殖用に使うために避妊させられる事はなく、去勢された雄犬はそのまま狩猟用に使われるかペットとして飼われるため、殺されるような事はない。
自他共に認める優秀な体力を持つ犬種ではあるが、アザワクはそれゆえにトゥアレグ族の宝であり、家族でもあるため他の地域へは一切出されることはなかった。しかし、1970年代にトゥアレグ族を襲う凶暴な雄のアフリカゾウをユーゴスラビアの医師が倒して人命を救った事により、お礼として数頭のアザワクが贈られた。この犬をユーゴスラビアに持ち帰って繁殖を行い、これの子孫が世界各地に広まっていった。その後、1981年にアザワクはFCIに公認された。

## 特徴
サイトハウンド犬種のため頭が小さく、脚や尾が長くスリムな体を持つが、体中の筋肉がよく発達している。垂れ耳・サーベル形の垂れ尾でコートはスムースコート、毛色はレットブラウンの地にホワイトのパッチがあるものだが、近年は茶系の地にホワイトのパッチがあるものなど他の毛色のものも受け入れられている。目のふちと爪の色はジェット・ブラックである。体高58～74cm、体重17～25kgの大型犬で、性格はプライドが高く、クールで束縛を嫌う。また、アザワク同士若しくはサイトハウンド同士で集まると優位に立とうとしてケンカを始めてしまう場合がある。暑さにとても強く、すさまじい体力を持ちながら走るスピードも速く、ドッグレースに出場した際の最高時速記録は65kmにものぼる。なお、暑さには強いが寒さには弱いため、冬季の散歩時には洋服を着せる必要がある。とても丈夫でコートの手入れも楽だが、非常に多い運動量を消費させる事と諸トラブル回避のための訓練が必要なため、初心者には飼育できない犬種である。

## 参考
- 『犬のカタログ2004』（学研）中島眞理 監督･写真
- 『日本と世界の愛犬図鑑2007』（辰巳出版）佐草一優監修
- 『デズモンド・モリスの犬種事典』（誠文堂新光社）デズモンド・モリス著書、福山英也、大木卓訳 誠文堂新光社、2007年
- 『日本と世界の愛犬図鑑2009』（辰巳出版）藤原尚太郎編･著